# 北極大學
北極大學（英語：University of the Arctic，UArctic）是一個包含北極圈內大學、學院及其他組織的協作網絡，其目的是提升北極圈內大學的教學品質。該計劃在北極理事會的支持下於2001年6月12日發起，秘書處在芬蘭羅瓦涅米。

## 成員
北極大學現有185個成員。會員中有43個位於加拿大，13個來自丹麥（包括格陵蘭島）、18個來自芬蘭、10個來自冰島、17個來自挪威、55個來自俄羅斯、27個來自美國。

### 資金
北極大學成員要向上提交資源，一些國家也會向該組織提供資金，不過加拿大政府在2011年將資金額消减了75%。成員也需要上交會費。

## 外部連結

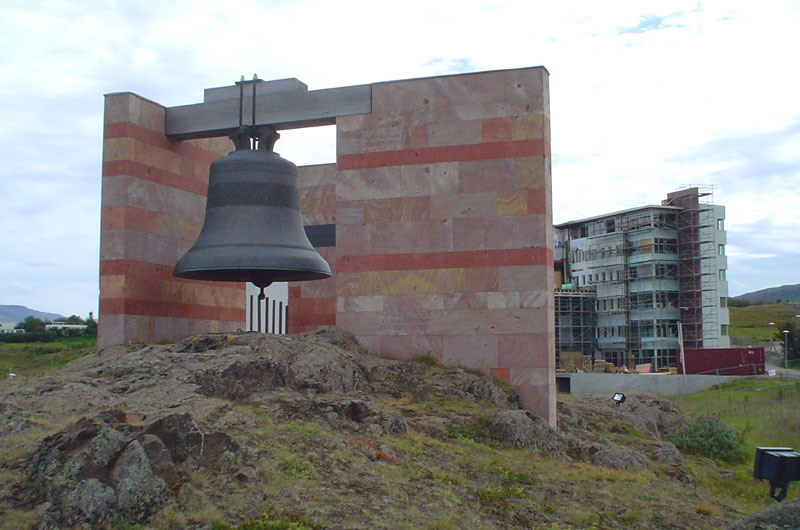
冰島阿克雷里阿克雷里大學

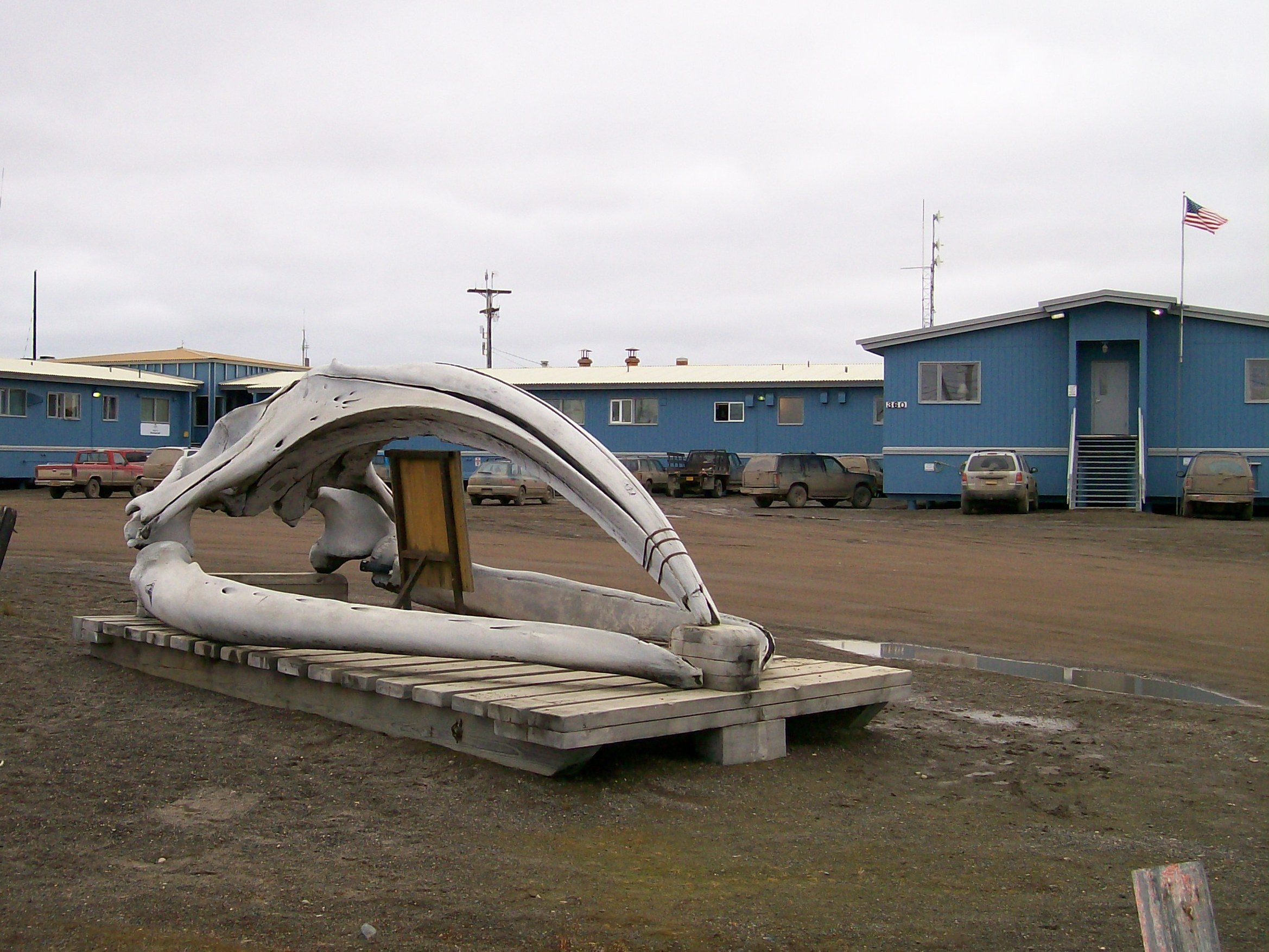
美國阿拉斯加伊力薩維克學院

- University of the Arctic*Members of the University of the Arctic
- （页面存档备份，存于） (PDF)